# Corsicaans hooibeestje
Het Corsicaans hooibeestje (Coenonympha corinna) is een vlinder uit de onderfamilie Satyrinae van de familie Nymphalidae (aurelia's). De wetenschappelijke naam is voor het eerst geldig gepubliceerd in 1804 door Jacob Hübner.

## Ondersoorten
Van het Corsicaans Hooibeestje worden de volgende ondersoorten door de Global Biodiversity Information Facility (GBIF) erkend:
- C. corinna subsp. corinna (Hübner, 1804)
- C. corinna subsp. elbana (Staudinger, 1901)
- C. corinna subsp. trettaui (Gross,1970)

Over de taxonomische indeling van C. corinna subsp. elbana verschillen de inzichten. Sommige auteurs zijn van mening dat de verschillen t.o.v. de nominaat groot genoeg zijn C. c. elbana als aparte soort beschouwd kan worden: het Elbahooibeestje (Coenonympha elbana). Dapporto et al. (2008) geven echter aan dat op basis van onderzoek naar verschillen in vleugelvorm en genitaliën tussen de nominaat en C.c. elbana men onvoldoende reden ziet tot het verheffen van laatstgenoemde tot soort.
Verity noemt dan nog de ondersoort C. c. corinnaeformis. Deze kwam in 2012 nog voor op de jaarlijkse checklist van de Catalogue of Life als 'voorlopig geaccepteerd'.

## Uiterlijke kenmerken

### Rups
De rupsen zijn lichtgroen en hebben een donkere ruglijn en een gelige zijlijn.

### Pop
De pop is roodachtig grijs van kleur.

### Imago
De volwassen vlinder heeft een oranje grondkleur en er is sprake van seksueel dimorfisme. De mannetjes hebben een gereduceerde oogvlek, donkere achterrand en submarginale band op de bovenzijde van de voorvleugel. De achtervleugel heeft een donkere achterrand en een donkere basale vlek die uitloopt langs de voorrand. De oogvlekken zijn op de bovenzijde onderontwikkeld of ontbreken volledig. Op de onderzijde van de vleugels zijn de oogvlekken meer prominent. Allen zijn zwart met een duidelijke witte stip. De ogen op de voorvleugels omsloten door een crèmekleurige kring, het bovenste oog op de achtervleugel wordt omsloten door de crèmekleurige onregelmatige gevormde postdiscale band.
De vrouwtjes hebben op de bovenzijde van de voorvleugel een onderbroken submarginale lijn. De donkere vlek op de bovenzijde van de achtervleugel is niet zo prominent als bij het mannetje en de binnenste helft heeft een meer grijsbruin bestoven uiterlijk. Op de achtervleugel zijn 2 of 3 gereduceerde oogvlekken aanwezig.
Het imago van het Elbahooibeestje wijkt sterk af van de nominaat. Op de onderzijde van voor- en achtervleugel bevindt zich een tweekleurige lijn langs de achterrand. De oogvlekken op de onderzijde lijken groter door een crèmekleurige ring en oranjebruine rand die om de oogvlekken heen liggen.

## Verspreiding
Het Corsicaans hooibeestje endemisch op Corsica, Sardinië, Capraia, Elba en Giannutri. Er zijn echter enkele waarnemingen bekend van het Toscaanse vaste land.